# Pałac Klifowy

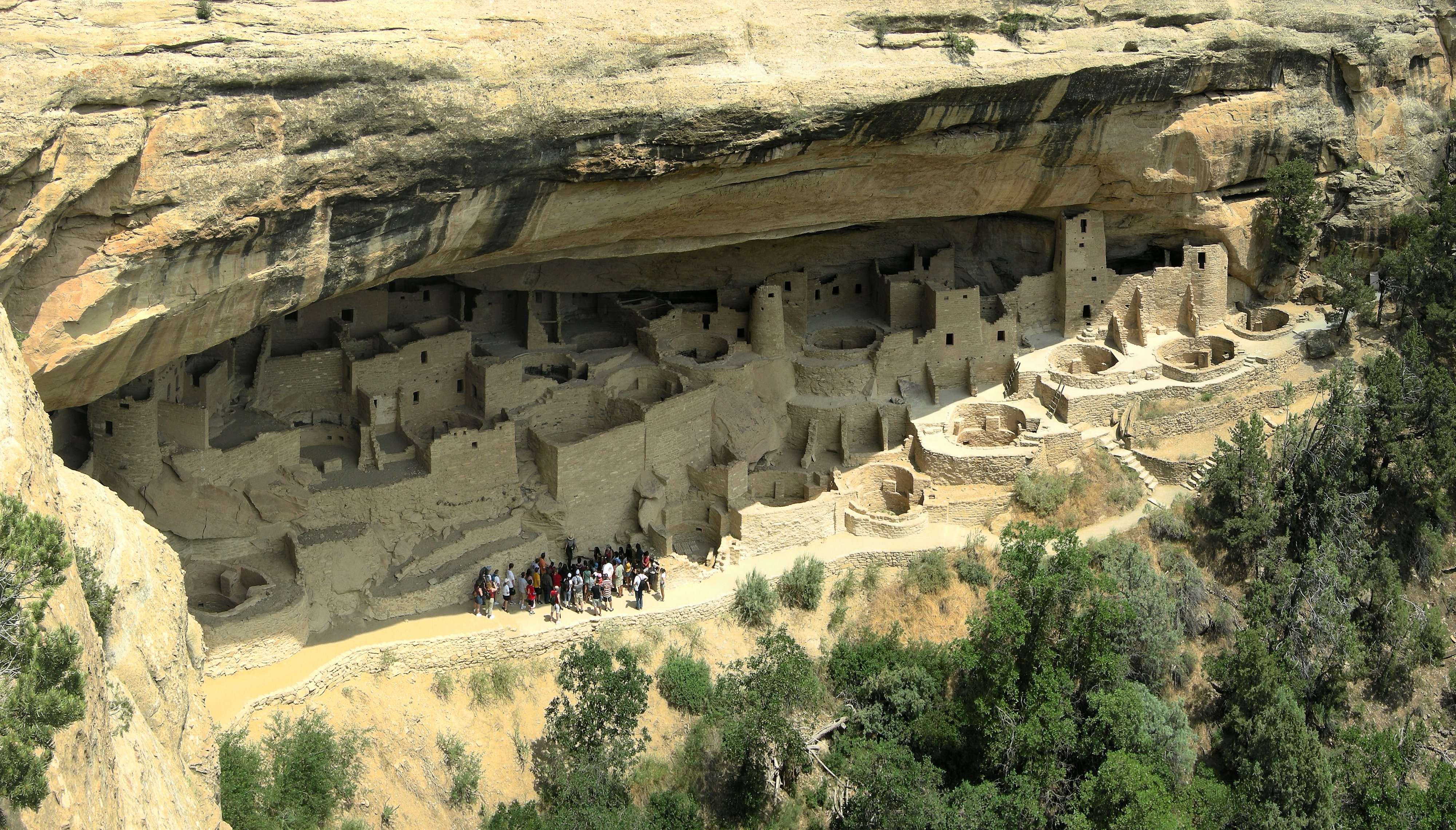
Pałac Klifowy w 2007 r.

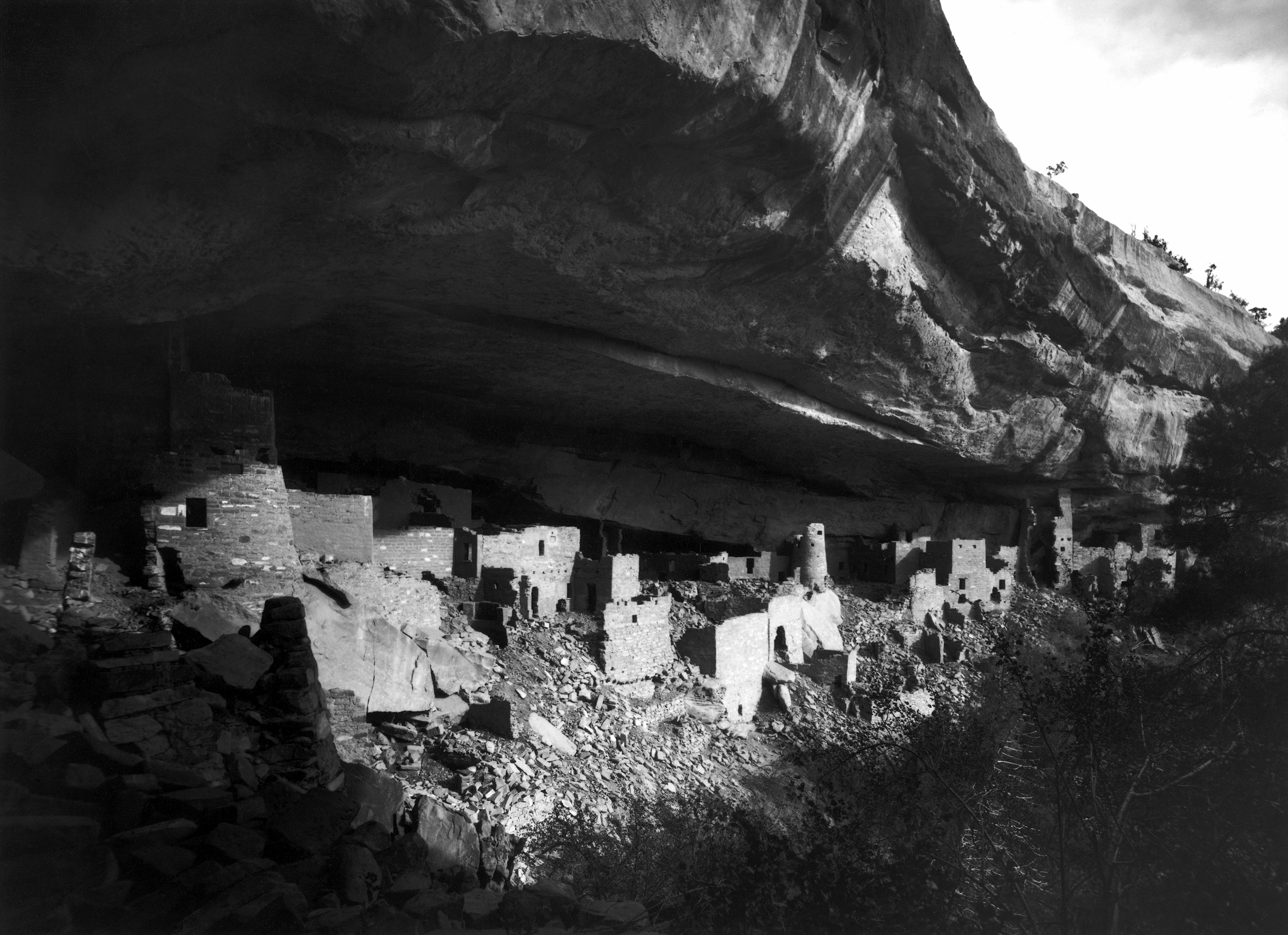
Pałac Klifowy w 1891 r.

Pałac Klifowy (ang. Cliff Palace) – rozległe ruiny osiedla klifowego położonego na terenie Parku Narodowego Mesa Verde w Stanach Zjednoczonych, w południowo-zachodniej części stanu Kolorado.

## Opis
Osiedle zostało wbudowane w ścianę kanionu przez Indian Anasazi, którzy zamieszkiwali to miejsce w latach 1073–1273. Ruiny mają ponad 80 m długości i składają się z ok. 150–200 wielopoziomowych pomieszczeń o różnym przeznaczeniu. Część z nich miała paleniska, inne służyły jako spiżarnie i kiva, miejsca kultu religijnego. Pomieszczenia zdobiły geometryczne malowidła ścienne, od frontu znajdował się taras, na którym wspólnota wyrabiała ceramikę i mełła zboża. Ok. 1300 r. z nieznanych przyczyn miejsce zostało opuszczone przez mieszkańców.
Pałac Klifowy został odkryty przypadkowo w 1888 r. przez dwóch kowbojów – Richarda Wetherilla i Charlesa Mansona, którzy przypadkowo dotarli na skraj kanionu. W latach 90. XIX w. miejsce stało się popularne wśród ówczesnych turystów i zostało w znacznym stopniu zniszczone i ograbione. Dopiero utworzenie parku narodowego w 1906 r. zapewniło prawną ochronę obiektu.
Pierwszego profesjonalnego opisu osiedla, dokonał Frederick H. Chapin (1852–1900), amerykański alpinista, fotograf, archeolog amator i autor przewodnika.

## W kulturze popularnej
- Pałac Klifowy zainspirował autorów komiksu Thorgal do stworzenia środkowoamerykańskiego miasta Xinjinsów[2].

### Literatura dodatkowa
- Noble, David Grant. "Ancient Ruins of the Southwest", s. 36-43. Northland Publishing, Flagstaff, Arizona 1995. ISBN 0-87358-530-5.
- Oppelt, Norman T. "Guide to Prehistoric Ruins of the Southwest", s. 159-161. Pruett Publishing, Boulder, Colorado, 1989. ISBN 0-87108-783-9.